# مالکوم آرنولد
مالکوم آرنولد (انگلیسی: Malcolm Arnold; ۲۱ اکتبر ۱۹۲۱ – ۲۳ سپتامبر ۲۰۰۶) یک آهنگساز، و رهبر ارکستر اهل بریتانیا بود.
وی همچنین برنده جوایزی همچون جایزه اسکار بهترین موسیقی فیلم شده‌است.

## مرگ
آرنولد در 23 سپتامبر 2006 در بیمارستان نورفولک و نورویچ دانشگاه نورویچ در سن 84 سالگی پس از ابتلا به عفونت قفسه سینه درگذشت. 